# Amtsgericht Lindlar
Das Amtsgericht Lindlar war ein bis 1974 in Lindlar beheimatetes Amtsgericht.

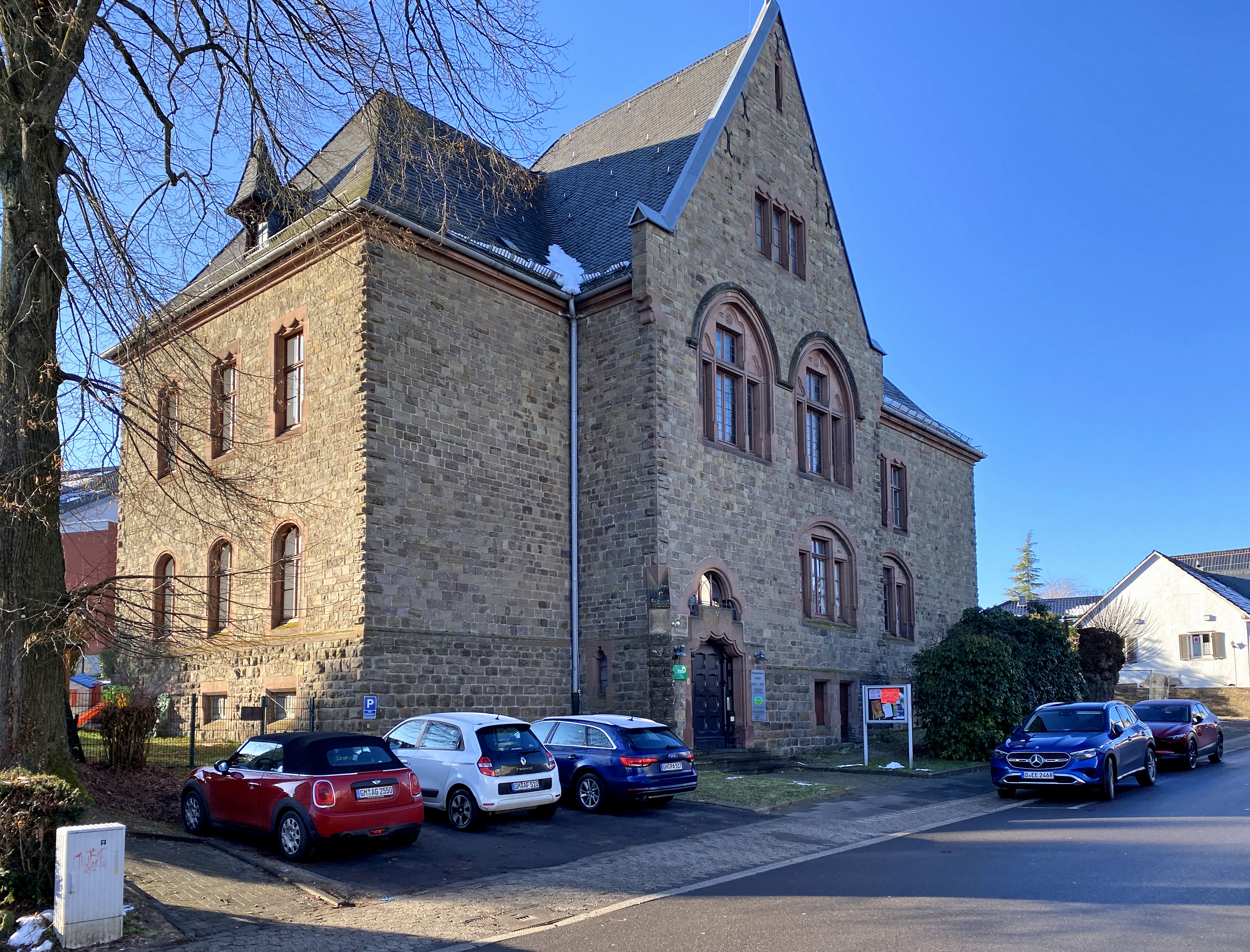
Ehem. Amtsgericht Lindlar – Pollerhofstraße 19

## Geschichte des Lindlarer Gerichtes

### Mittelalter
Das Landgericht zu Lindlar wird das erste Mal in einer Urkunde vom 21. April 1477 erwähnt. Zu dieser Zeit verfügte das Gericht noch über kein eigenes Siegel, so dass die Urkunde vom Amtman zu Steinbach gesiegelt wurde. Neben dem Lindlarer Landgericht gab es im Amt Steinbach auch Gerichte in Wipperfürth, Overath sowie Kürten. Im Jahre 1555 wurden das Lindlarer und Overather Landgericht vereint und der Sitz nach Hohkeppel gelegt. In der Folgezeit war nun vom „Landgericht zu Keppel“ (=Hohkeppel) die Rede. Hofgerichte gab es in dieser Zeit in Lindlar (Fronhof), Heiligenhoven, Scheel, Steinenbrücke, Steinbach und Georghausen.

### Neuzeit
Im ausgehenden 17. Jahrhundert trat Hohkeppel als Verhandlungsort immer mehr in den Hintergrund, obwohl das Gericht seinen Namen behielt. Ab 1691 wurde das Gericht als „Churfürstliches Hohen Keppeler Landgericht zu Lindtlar“ bezeichnet, der Verhandlungsort war nun also Lindlar.

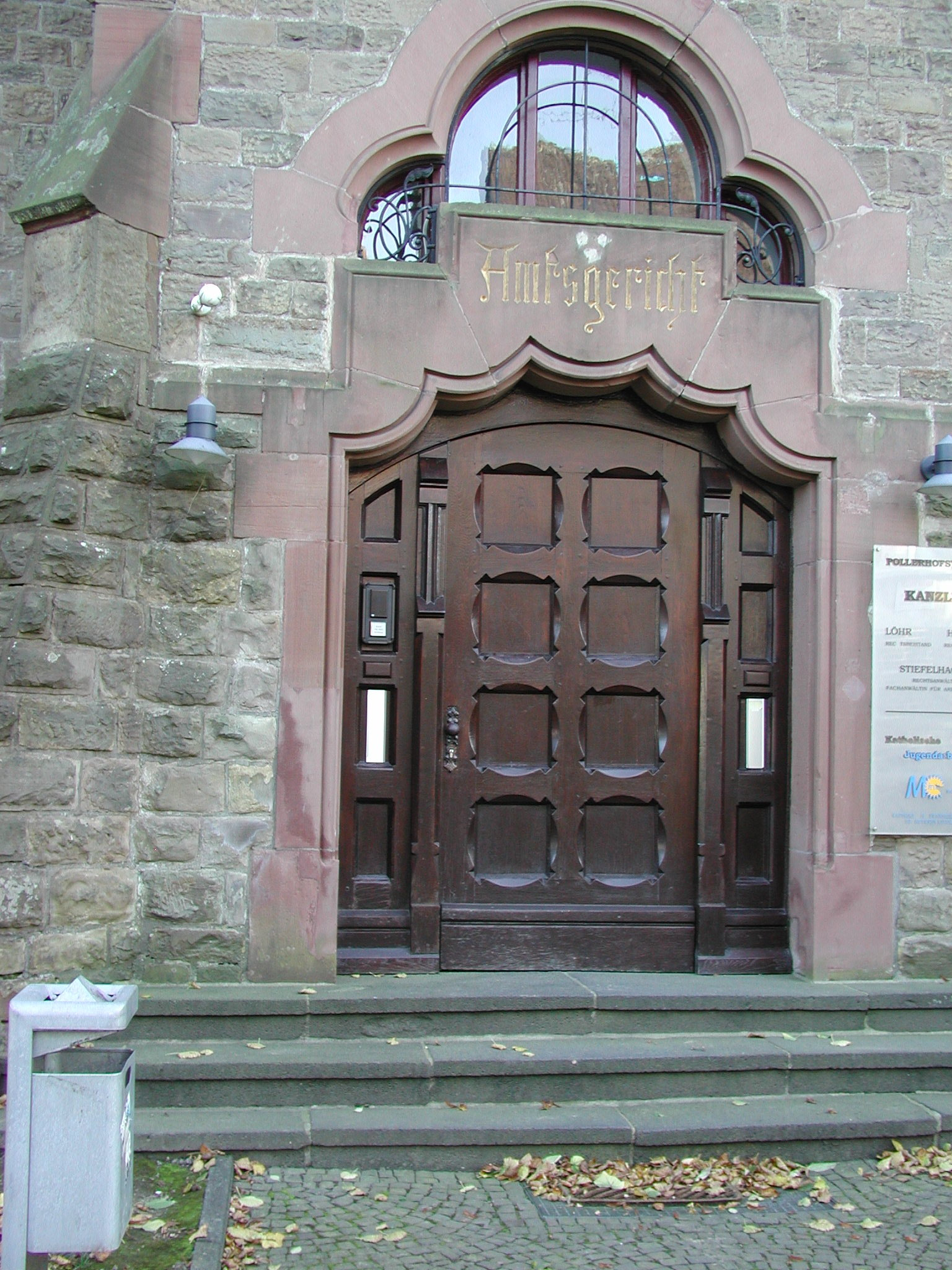
Portal des Gerichtsgebäudes

Nachdem Napoleon im Jahre 1806 das Herzogtum Berg zum Großherzogtum erhoben hatte, blieb das Landgericht Lindlar bestehen, wurde jedoch zum Friedensgericht im Kanton Lindlar erhoben. Zum Bezirk des Friedensgerichtes Lindlar gehörten die Bürgermeistereien Lindlar, Engelskirchen und Overath. Overath schied jedoch schon 1816 aus und kam zu Bensberg.

### Kaiserreich
1879 wurden im Zuge des 1877 verabschiedeten Gerichtsverfassungsgesetzes aus den Friedensgerichten Amtsgerichte. Das Amtsgericht Lindlar war dem Oberlandesgericht Köln unterstellt. Am 1. Januar 1975 wurde der Amtsgerichtsbezirk Lindlar im Zuge der kommunalen Neugliederung aufgelöst. Die Gemeinde Lindlar wurde dem Bezirk des Amtsgerichts Wipperfürth zugeordnet.

## Das Amtsgerichtsgebäude
Das erhaltene Gebäude des Amtsgerichts Lindlar in der Pollerhofstraße ist ein 1902 errichteter massiver Bruchsteinbau. Im Jahre 1974 wurde das Amtsgericht aufgelöst. Seit einigen Jahren ist im alten Gerichtsgebäude das Lindlarer Jugendzentrum untergebracht.